# Erwin Kerber (Politiker)
Erwin Kerber (* 11. September 1908; † 22. Oktober 1983 in Berlin) war ein deutscher Wirtschaftsfunktionär (SED). Er war Staatssekretär, stellvertretender Minister und Handelsvertreter der DDR.

## Leben
Kerber erlernte nach dem Besuch der Volksschule den Beruf des Schlossers und qualifizierte sich später zum Ingenieur. 1927 wurde er Mitglied der KPD. Nach 1933 war er inhaftiert. 
1946 wurde er Mitglied der SED. Seit Februar 1947 war er zunächst Leiter des Dezernats Industrie, Transport und Bewirtschaftung in der neu gebildeten Abteilung Wirtschaftsplanung der Provinzregierung der Mark Brandenburg, seit Februar 1948 Leiter der Hauptverwaltung Materialversorgung der DWK und seit 1949 Leiter der Hauptabteilung Materialversorgung im Ministerium für Außen- und Innerdeutschen Handel der DDR. Am 16. November 1950 wurde er zum Stellvertretenden Vorsitzenden und Staatssekretär für Materialversorgung der Staatlichen Plankommission der DDR ernannt.
Von 1955 bis April 1965 war er stellvertretender Minister für Außenhandel und Innerdeutschen Handel und von Mai 1965 bis 1974 Leiter der Handelsvertretung der DDR in der UdSSR.
Kerber verstarb im Alter von 75 Jahren.

## Auszeichnungen
- 1956 Vaterländischer Verdienstorden in Silber und 1973 in Gold
- 1958 Medaille für Kämpfer gegen den Faschismus 1933 bis 1945
- 1965 Medaille „20. Jahrestag des Sieges im Großen Vaterländischen Krieg 1941–1945“
- 1969 Orden Banner der Arbeit
- 1974 Orden Ehrenzeichen der Sowjetunion
- 1978 Ehrenspange zum Vaterländischen Verdienstorden in Gold